# Las chicas grandes no lloran
"Las chicas grandes no lloran" (título original en inglés: "Big Girls Don't Cry") es el decimoctavo episodio de la serie de HBO Los Soprano y el quinto de la segunda temporada de la serie. Fue escrito por Terence Winter, dirigido por Tim Van Patten y estrenado el 13 de febrero de 2000 en Estados Unidos.

## Protagonistas
- James Gandolfini como Tony Soprano
- Lorraine Bracco como Dr. Jennifer Melfi
- Edie Falco como Carmela Soprano
- Michael Imperioli como Christopher Moltisanti
- Dominic Chianese como Corrado Soprano, Jr.
- Vincent Pastore como Pussy Bonpensiero
- Steven Van Zandt como Silvio Dante
- Tony Sirico como Paulie Gualtieri
- Robert Iler como Anthony Soprano, Jr.
- Jamie-Lynn Sigler como Meadow Soprano *
- Drea de Matteo como Adriana La Cerva
- David Proval como Richie Aprile
- Aida Turturro como Janice Soprano
- y Nancy Marchand como Livia Soprano *

* solo en los créditos

### Protagonistas invitados
- Jerry Adler como Hesh Rabkin
- Kathrine Narducci como Charmaine Bucco
- John Ventimiglia como Artie Bucco

#### Otros protagonistas
| - Peter Bogdanovich como Dr. Elliot Kupferberg - Linda Emond como Dahlia - Louis Lombardi como Skip Lipari - Oksana Lada como Irina Peltsin - Federico Castelluccio como Furio - Vincent Curatola como Johnny Sack - Steve R. Schirripa como Bobby Baccalieri - John Fiore como Gigi Cestone - Stephen Payne como Dominic | - Lydia Gaston como Rosie - Sasha Nesterov como ruso - Elena Antonenko como rusa - Oni Faida Lampley como Cynthia - Scott Lucy como estudiante - Ajay Naidu como Omar - Robert Prescott como Mitch - Phyllis Somerville como Brenda |